# Dalechampia
Dalechampia é um género botânico pertencente à família Euphorbiaceae.
As plantas deste gênero estão distribuidos nas regiões quentes das Américas.

## Sinonímia
| - Cremophyllum Scheidw. - Dalechampsia Post & Kuntze | - Megalostylis S.Moore - Rhopalostylis Klotzsch ex Baill. |

### Espécies

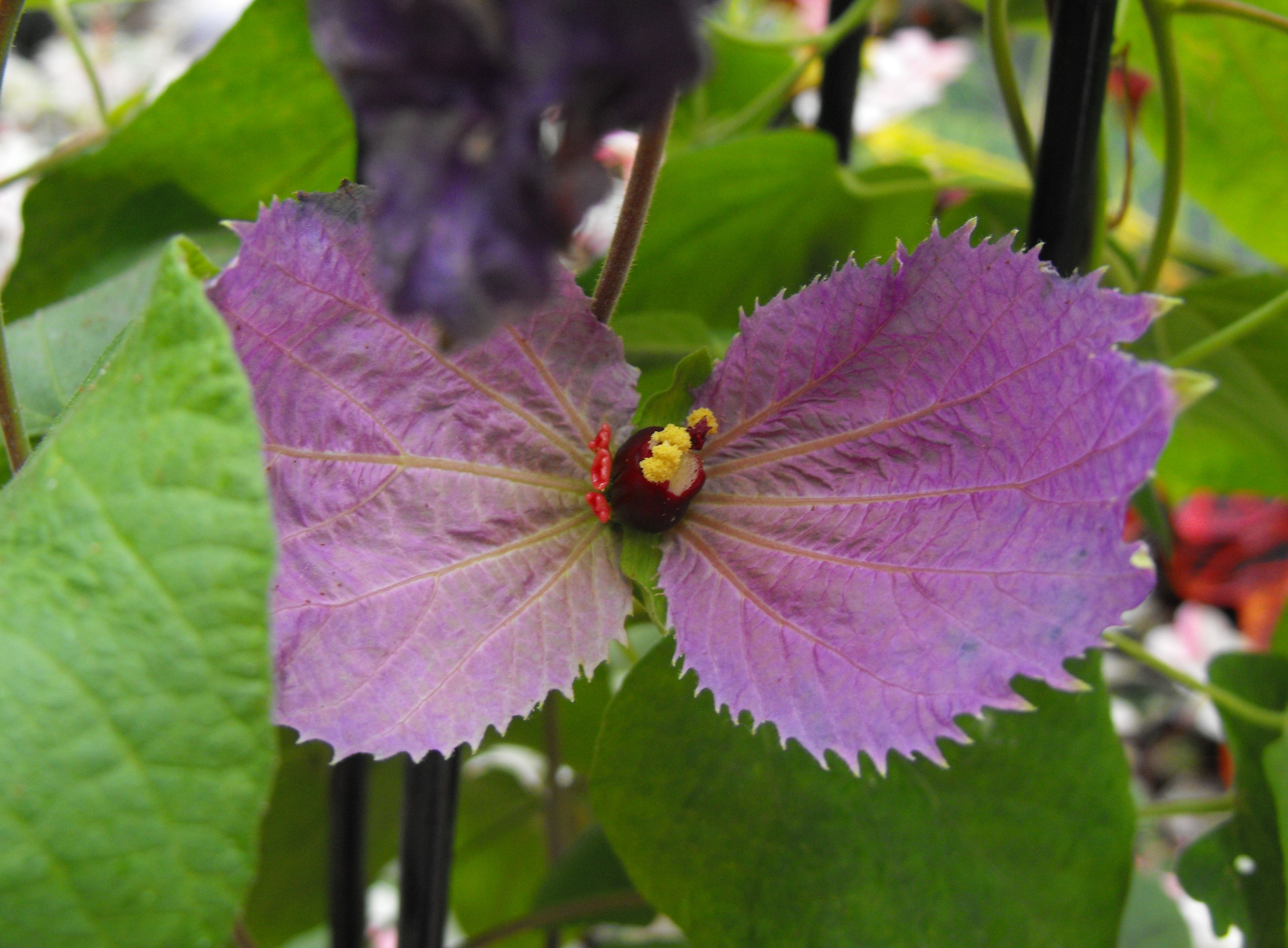
Dalechampia aristolochiifolia

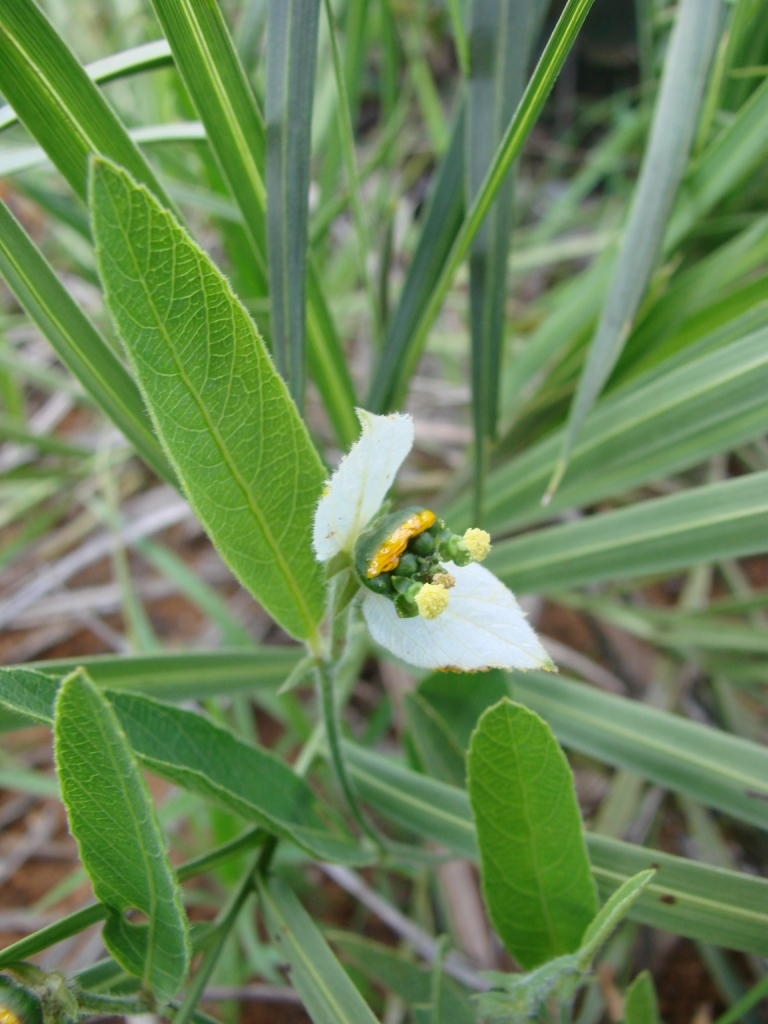
Dalechampia caperonioides

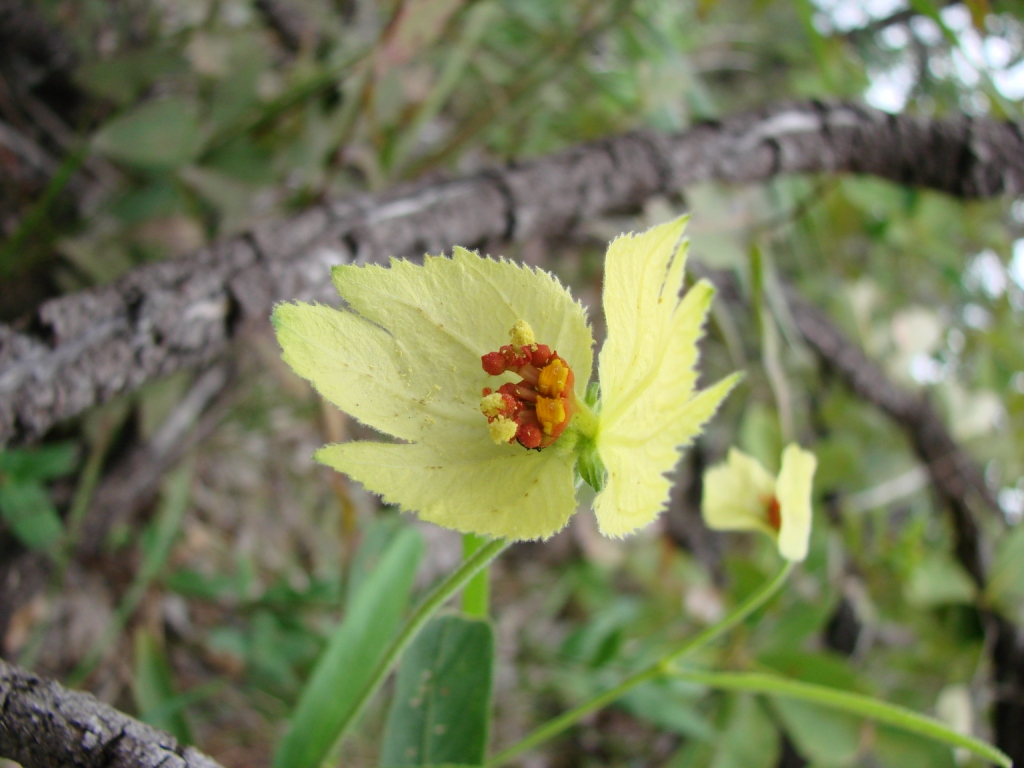
Dalechampia linearis

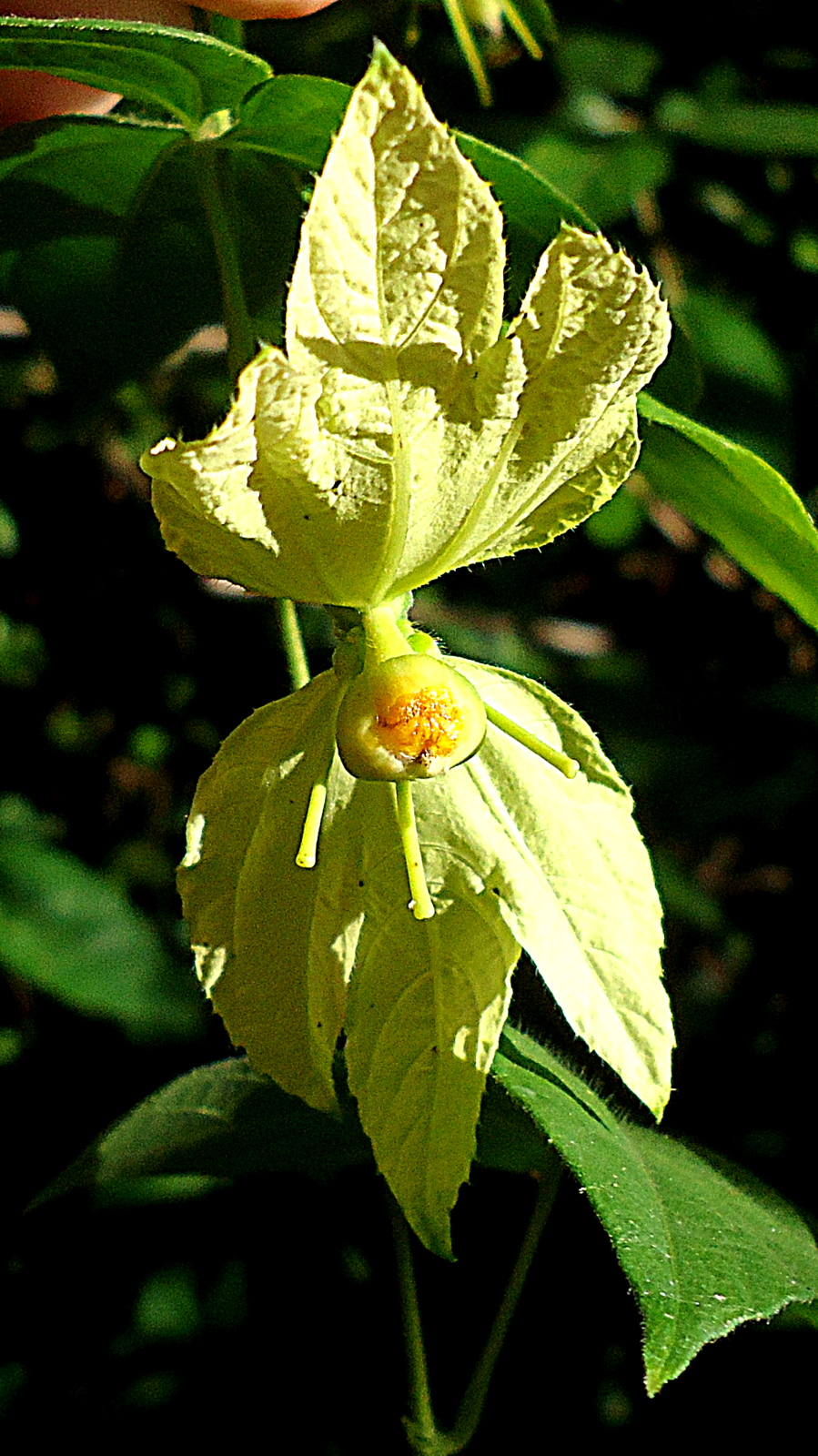
Dalechampia peckoltiana

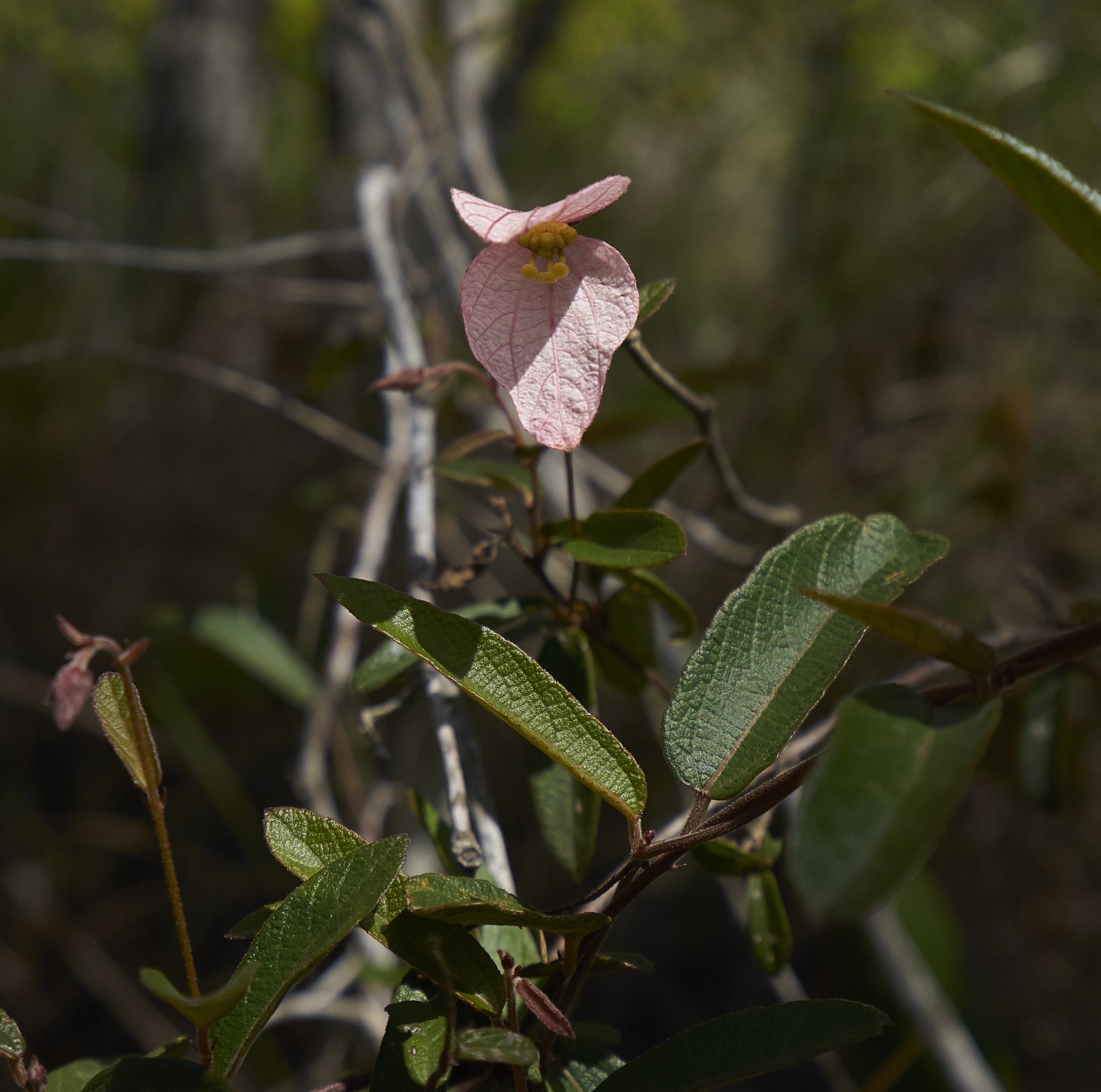
Dalechampia schippii

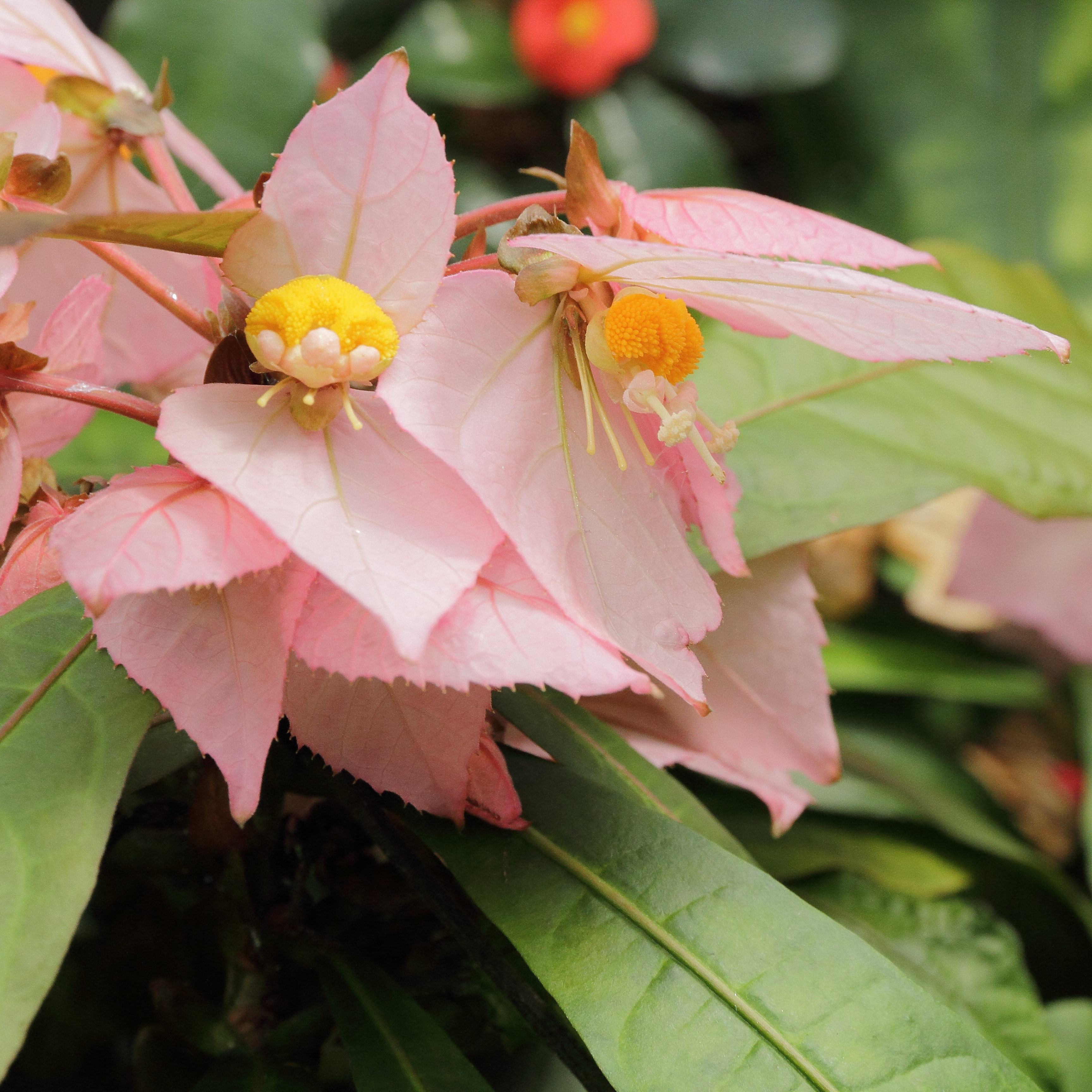
Dalechampia spathulata

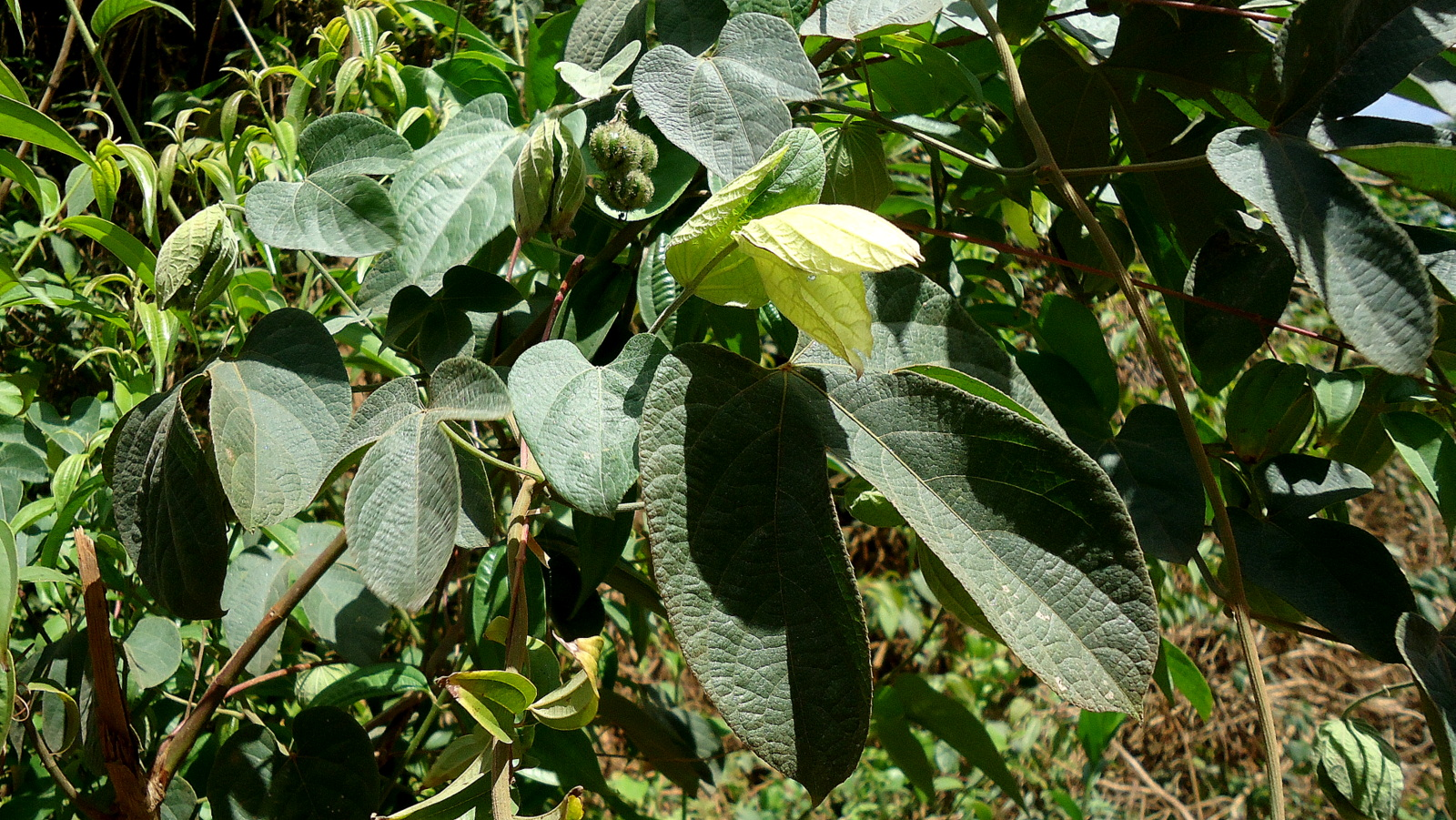
Dalechampia tiliifolia

Composto por 216 espécies:
| - Dalechampia adscendens - Dalechampia affinis - Dalechampia alata - Dalechampia albibracteosa - Dalechampia allemii - Dalechampia amambayensis - Dalechampia amazonica - Dalechampia angustifolia - Dalechampia anisophylla - Dalechampia anomala - Dalechampia apiculata - Dalechampia arciana - Dalechampia arenalensis - Dalechampia aristolochiaefolia - Dalechampia armbrusteri - Dalechampia attenuistylus - Dalechampia bahiensis - Dalechampia bangii - Dalechampia bathiana - Dalechampia bernieri - Dalechampia bidentata - Dalechampia boiviniana - Dalechampia boliviana - Dalechampia brasiliensis - Dalechampia brevicolumna - Dalechampia brevipedunculata - Dalechampia brevipes - Dalechampia brownsbergensis - Dalechampia burchellii - Dalechampia burgeriana - Dalechampia burmanica - Dalechampia buettnerioides - Dalechampia canescens - Dalechampia capensis - Dalechampia caperonioides - Dalechampia catati - Dalechampia chevalieri - Dalechampia chlorocephala - Dalechampia cissifolia - Dalechampia clausseniana - Dalechampia clematidifolia - Dalechampia clematifolia - Dalechampia colorata - Dalechampia convolvuloides - Dalechampia cordata - Dalechampia cordifolia - Dalechampia cordofana - Dalechampia coriacea - Dalechampia coromandelina - Dalechampia crenulata - Dalechampia cujabensis - Dalechampia cynanchoides - Dalechampia decaryi - Dalechampia decumbens - Dalechampia denticulata - Dalechampia didierei - Dalechampia digitata - Dalechampia dioscoreaefolia - Dalechampia dioscoreifolia - Dalechampia duplicata - Dalechampia elongata - Dalechampia falcata - Dalechampia fernandesii - Dalechampia ficifolia - Dalechampia fimbriata - Dalechampia fragrans - Dalechampia francisceana - Dalechampia friedrichsthalii - Dalechampia galpini - Dalechampia gentryi - Dalechampia glecomaefolia - Dalechampia goyazensis | - Dalechampia granadilla - Dalechampia grandiflora - Dalechampia gruningana - Dalechampia gruningiana - Dalechampia guaranitica - Dalechampia guatemalensis - Dalechampia guianensis - Dalechampia hassleriana - Dalechampia hastata - Dalechampia herzogiana - Dalechampia heterobractea - Dalechampia heteromorpha - Dalechampia heterophylla - Dalechampia hibisciformis - Dalechampia hibiscoides - Dalechampia hildebrandtii - Dalechampia hispida - Dalechampia houlletiana - Dalechampia humberti - Dalechampia humilis - Dalechampia hutchinsoniana - Dalechampia ilheotica - Dalechampia indica - Dalechampia ipomoeaefolia - Dalechampia juruana - Dalechampia karsteniana - Dalechampia katangensis - Dalechampia kirkii - Dalechampia kurzii - Dalechampia lanceolata - Dalechampia latifolia - Dalechampia laevigata - Dalechampia leandri - Dalechampia leucophylla - Dalechampia liesneri - Dalechampia linearis - Dalechampia longipes - Dalechampia luetzelburgii - Dalechampia madagascariensis - Dalechampia magnistipulata - Dalechampia magnobracteata - Dalechampia magnoliaefolia - Dalechampia magnoliifolia - Dalechampia martiana - Dalechampia maxima - Dalechampia megacarpa - Dalechampia meridionalis - Dalechampia micrantha - Dalechampia meridionalis - Dalechampia micrantha - Dalechampia micromeria - Dalechampia microphylla - Dalechampia mollis - Dalechampia molliuscula - Dalechampia monophylla - Dalechampia morifolia - Dalechampia natalensis - Dalechampia nitidula - Dalechampia occidentalis - Dalechampia olfersiana - Dalechampia olympiana - Dalechampia osana - Dalechampia pallida - Dalechampia panamensis - Dalechampia papillistigma - Dalechampia papposa - Dalechampia parvibracteata - Dalechampia parvifolia - Dalechampia parvula - Dalechampia passiflora - Dalechampia patagonica - Dalechampia paviaefolia | - Dalechampia pavoniifolia - Dalechampia peckoltiana - Dalechampia pentaphylla - Dalechampia perrieri - Dalechampia pernambucensis - Dalechampia peruviana - Dalechampia procumbens - Dalechampia pruriens - Dalechampia pseudo - Dalechampia pseudotriphylla - Dalechampia psilogyne - Dalechampia pubescens - Dalechampia purpurata - Dalechampia regnellii - Dalechampia reitzkleinii - Dalechampia riedeliana - Dalechampia riparia - Dalechampia roezliana - Dalechampia rubiformis - Dalechampia ruboides - Dalechampia rubrivenia - Dalechampia ruiziana - Dalechampia scandans - Dalechampia scandens - Dalechampia schenckiana - Dalechampia schippii - Dalechampia schizoloba - Dalechampia schottii - Dalechampia sellowiana - Dalechampia semitriloba - Dalechampia senegalensis - Dalechampia serrula - Dalechampia serrulata - Dalechampia shankii - Dalechampia sidaefolia - Dalechampia sieberi - Dalechampia sinuata - Dalechampia smilacina - Dalechampia spathulata - Dalechampia stenoloba - Dalechampia stenosepala - Dalechampia stipulacea - Dalechampia subglabra - Dalechampia subintegra - Dalechampia subternata - Dalechampia sylvestris - Dalechampia tamifolia - Dalechampia tamnifolia - Dalechampia tenuiramea - Dalechampia ternata - Dalechampia tiliaefolia - Dalechampia trichophila - Dalechampia tricuspidata - Dalechampia trifoliata - Dalechampia triloba - Dalechampia trilobata - Dalechampia tripartita - Dalechampia triphylla - Dalechampia uleana - Dalechampia ulmifolia - Dalechampia vahliana - Dalechampia variabilis - Dalechampia variifolia - Dalechampia velutina - Dalechampia villosa - Dalechampia violacea - Dalechampia viridissima - Dalechampia volubilis - Dalechampia vulpina - Dalechampia weberbaueri - Dalechampia websteri - Dalechampia weddelliana |

## Classificação do gênero
| Sistema | Classificação                    | Referência               |
| ------- | -------------------------------- | ------------------------ |
| Linné   | Classe Polygamia, ordem Monoecia | Species plantarum (1753) |